# 里見氏
里見氏是日本的武家。本姓是源氏（河內源氏）。出自源（新田）義重之子・義俊的氏族，新田氏之庶宗家。戰國時代，一族中出現領有房總地方的戰國大名・安房里見氏。

## 概要
里見氏是新田氏之庶宗家，也稱「大新田」氏。鎌倉時代，是身為御家人的將軍近侍，在鎌倉時代末的動亂和新田氏共同行動。南北朝期，一族分裂，分屬南朝方・北朝方。
根據安房里見氏家傳，里見氏的嫡流里見義實安房入國，是安房里見氏之初祖，但是系譜關係不確定。安房里見氏成長為戰國大名支配房總，在江戶時代初期成為統治安房一國的館山藩主，但是在1614年，里見忠義的時代改易。
其他還有鎌倉時代至室町時代，分支到諸國的里見氏，有出羽里見氏、美濃里見氏、越後里見氏等。

## 安房里見氏
安房里見氏（あわさとみし）是戰國時代掌握安房國，在房總半島擴大勢力，成為戰國大名的氏族。自稱「關東副帥」（關東管領之異稱）或「關東副將軍」。

### 安房里見氏・歷代當主
1. 里見義實
2. 里見成義
3. 里見義通
里見實堯
4. 里見義豐
5. 里見義堯
6. 里見義弘
里見梅王丸
7. 里見義賴
8. 里見義康
9. 里見忠義

### 系圖
```
 
新田義重

　　┃
 
里見義俊

　　┣━━━┓
　 
義成
　
田中義清

　　┣━━━┳━━━━━┳━━━━┳━━━┓
　 
義基
　
大井田義繼
　
鳥山時成
　
豐岡義行
　
義直
（美濃里見氏・出羽里見氏）
　　┣━━┳━━━┳━━━━┓
　 
義秀
　
氏義
　
牛澤重基
　
太田義宗

　　┣━━━┳━━━━┓
　 
忠義
　
栗屋基秀
　
高林時秀

　　┃
　 
義胤

　　┃
　 
義連

　　┣━━━┳━━━━┓
　 
基義
　
山本胤幸
　
仁田山氏連

　　┣━━┓
　 
家兼
　
滿俊

　　┣━━━┳━━━┓
　 
家基
　
堀內滿氏
　
家成

　　┃
　 
義實

　　┣━━┳━━┳━━━┳━━━┓
　 
成義
　
成賴
　
義秀
　
中里實次
　
元迎

　　┣━━━━━━━┳━━┳━━━┓
　 
義通
　　　　　　
實堯
  
義富
　
東條義倫

　　┃　　　　　　　┃　　　　　　┃
　 
義豐
　　　　　　
義堯
　　　　
橫小路堯重

　　┣━━━┓　　　┣━━┳━━┳━━┓
　 
家宗
　
小倉貞通
　
義弘
　
堯元
　
堯次
　
義政
（水戶藩士）
　　　　　　　　　　┣━━┳━━━━━━━━━━┳━━━━┓
　　　　　　　　　 
義賴
　
義重（里見梅王丸）
　
正木義俊
　
薦野賴俊

　　　　　　　　　　┣━━━┳━━━━┳━━━━┳━━━┳━━┓
　　　　　　　　　 
義康
　
正木時茂
　
正木義斷
　
正木忠勝
　
康俊
　
義高

　　　　　　　　　　┣━━┓
　　　　　　　　　 
忠義
　
忠堯

　　　　　　　　　　┣━━┳━━━━━━━┓
　　　　　　　　　 
利輝
　
貞倶
（旗本）　
廣部義次

　　　　　　　　　　┃
　　　　　　　　　 
義安

　　　　　　　　　　┃
　　　　　　　　　 
義旭
（
間部家
仕官）
　　　　　　　　　　┃
　　　　　　　　　 
義孝

　　　　　　　　　　┃
　　　　　　　　　 
義徳

　　　　　　　　　　┃
　　　　　　　　　 
義豪

　　　　　　　　　　┃
　　　　　　　　　 
義嗣

　　　　　　　　　　┃
　　　　　　　　　 
義和
```

## 越後里見氏
越後里見氏（えちごさとみし）包括里見義俊之二男・田中義清在越後獲得所領、里見義成之二男・義繼獲得越後國波多岐莊大井田鄉（現・新潟縣十日町市）之所領、義成之三男・鳥山時成也獲得波多岐莊之所領。大井田氏・鳥山氏・田中氏等里見氏的支族形成越後新田黨，在南北朝的動亂期，跟隨宗家新田義貞共同活躍。

## 美濃里見氏
美濃里見氏（みのさとみし）是里見義成之四男・義直在承久之亂後，成為美濃國圓教寺的地頭，移住當地為起始。
南北朝時代，里見義宗依附北朝方獲得所領，但是在觀應之擾亂依附足利直義後没落。

## 出羽里見氏
出羽里見氏（でわさとみし）是始於里見義成之四男・義直的家系。子孫以出羽國成生庄（現・山形縣天童市）為據點扶植勢力，但是移住出羽的經緯不明。

### 天童氏
南北朝時代，成生庄之里見義景無子，以源義國之家系，足利氏一門之斯波家兼三男・天童義宗為養子。里見義宗繼承家督稱天童氏。

### 水戶藩士里見氏
出羽里見氏之傍流，仕於水戶藩。

## 關連項目
- 物語：南總里見八犬傳
- 天文之內訌（稻村之變）
- 國府台合戰
- 房相一和
- 館山藩
- 倉吉藩
- 板鼻藩
- 安房正木氏
- 千利休

## 外部連結
- さとみ物語　テキスト版 （页面存档备份，存于）（館山市立博物館）